# Casanova del Molar
La Casanova del Molar és una obra de Montseny (Vallès Oriental) inclosa a l'Inventari del Patrimoni Arquitectònic de Catalunya.

## Descripció
La teulada és a dues aigües, asimètrica. La porta té 12 dovelles. L'extradós de la clau i de les contraclaus estan parcialment menjat per l'obra d'un balcó. També a la façana hi ha un rellotge de sol, i una creu. Una de les finestres té a la llinda la llegenda "Ramon Planas me fecit. Any 1734". A l'altura del balcó hi ha una pedra sobresortint a mena e suport. Al voltant de la masia hi ha algunes dependències de maçoneria parcialment arrebossades.

## Història
Una llegenda indica l'any 1734 com a data de construcció, fet molt versemblant perquè és en el segle xviii quan es van construir la majoria de les masies menors de la zona.